# Jan Smeets
Pour les articles homonymes, voir Smeets.
Jan Smeets est un joueur d'échecs néerlandais né le 5 avril 1985 à Leyde. Grand maître international depuis 2004, il a remporté deux fois le championnat d'échecs des Pays-Bas (en 2008 et 2010). Il a représenté les Pays-Bas lors de trois olympiades : au quatrième échiquier en 2008 et au deuxième échiquier lors des éditions suivantes (en 2010 et 2012).
En 2002, Jan Smeets a gagné, ex æquo avec le Finlandais Tomi Nybäck, le tournoi d'Hengelo (Euro Chess Tournament (nl))). Il fut vainqueur du mémorial Noteboom (Daniël Noteboom-toernooi (nl)) à Leyde en 2009.
Au 1er mars 2015, il est le numéro 4 néerlandais et le 124e joueur mondial avec un classement Elo de 2 625 points.